# Єдина система технологічної підготовки виробництва
Єди́на систе́ма технологі́чної підгото́вки виробни́цтва (ЄСТПВ) — система організації та управління технологічним підготовленням виробництва, що регламентована державними стандартами, що оформлені у вигляді комплексу міждержавних стандартів, використання яких забезпечує скорочення термінів підготовки виробництва продукції заданої якості, забезпечення високої гнучкості виробничої структури і значної економії трудових, матеріальних і фінансових ресурсів.

## Основні поняття
Технологічне підготовлення виробництва (ТПВ) — сукупність заходів, що забезпечують технологічну готовність виробництва.  
Під технологічною готовністю виробництва мається на увазі наявність на підприємстві повних комплектів конструкторської і технологічної документації та засобів технологічного оснащення, що необхідні для забезпечення заданого обсягу виробництва продукції із встановленими техніко-економічними показниками.

## Структура ЄСТПВ
Комплекс державних стандартів ЄСТПВ поділяється з урахуванням складу основних функцій ТПВ на п'ять класифікаційних груп:
- група 0 — загальні положення;
- група 1 — правила організації та управління процесом ТПВ;
- група 2 — правила забезпечення технологічності конструкції виробу;
- група 3 — правила розробки і застосування технологічних процесів і засобів технологічного оснащення;
- група 4 — правила застосування технічних засобів механізації та автоматизації інженерно-технічних робіт.

## Основні функції
З точки зору ЄСТПВ технологічне підготовлення виробництва передбачає вирішення задач за напрямками:
- забезпечення технологічності конструкції виробу;
- проектування технологічних процесів;
- проектування і виготовлення технологічного оснащення;
- організація і управління процесом технологічної підготовки виробництва.

ЄСТПВ базується на принципах комплексної стандартизації, уніфікації і автоматизації виробництва. Впровадження системи забезпечує високий рівень технологічності виробів ще на стадії проектування, підвищення рівня механізації і автоматизації виробничих процесів, скорочує терміни підготовки виробництва нових виробів і обсяг розроблюваної технологічної документації. 
Одним з найважливіших принципів, закладених в ЄСТПВ, є типізація технологічних процесів (типові технологічні процеси базуються на використанні стандартних заготовок і матеріалів, типових методів обробки деталей, стандартних засобів технологічного оснащення, подібних форм організації виробництва тощо) виготовлення уніфікованих об'єктів виробництва і засобів технологічного оснащення на основі їх класифікацій і групування за подібними конструктивно-технологічними ознаками. Міждержавні стандарти ЄСТПВ позначаються номером 14.

## Перелік діючих стандартів ЄСТПВ
До переліку ЄСТПВ входить п'ять діючих стандартів із сорока, що були розроблені на перших етапах запровадження. 
- ГОСТ 14.004-83 Технологическая подготовка производства. Термины и определения основных понятий.
- ГОСТ 14.201-83 Обеспечение технологичности конструкции изделий. Общие требования.
- ГОСТ 14.205-83 Технологичность конструкции изделий. Термины и определения.
- ГОСТ 14.206-73 Технологический контроль конструкторской документации.
- ГОСТ 14.322-83 Нормирование расхода материалов. Основные положения.